# Албрехт Ернст I фон Йотинген-Йотинген
Албрехт Ернст I фон Йотинген-Йотинген (на немски: Albrecht Ernst I von Oettingen-Oettingen) е граф на Йотинген-Йотинген-Харбург в Швабия, Бавария, от 1674 г. 1. имперски княз на Йотинген-Йотинген.

## Биография
Роден е на 14 май 1642 година в Йотинген. Той е вторият син на граф Йоахим Ернст фон Йотинген-Йотинген (1612 – 1659) и втората му съпруга графиня Анна Доротея фон Хоенлое-Нойенщайн-Глайхен (1621 – 1643), дъщеря на граф Крафт VII фон Хоенлое-Нойенщайн-Вайкерсхайм-Глайхен (1582 – 1641) и пфалцграфиня пфалцграфиня София фон Цвайбрюкен-Биркенфелд (1593 – 1676). По-големият му брат е Крафт Лудвиг (28 март 1641 – 27 май 1660).
Албрехт Ернст I е издигнат през 1674 г. на имперски княз. Той умира на 40-годишна възраст на 8 февруари 1683 г. в Шратенхофен, днес в Харбург. Линията Йотинген-Йотинген измира през 1731 г.

## Фамилия
Първи брак: на 7 юни 1665 г. в Щутгарт се жени за херцогиня Кристина Фридерика фон Вюртемберг-Щутгарт (* 28 февруари/9 март 1644, Щутгарт; † 30 октомври /9 ноември 1674, Щутгарт), дъщеря на херцог Еберхард III фон Вюртемберг и първата му съпруга Анна Катарина Доротея фон Залм-Кирбург. Те имат децата:
- Еберхардина София (16 август 1666, Йотинген – 30 октомври 1700, Аурих), омъжена в Байройт на 3 май 1685 г. за княз Кристиан Еберхард от Източна Фризия (1665 – 1708)
- Албертина Шарлота (14 януари 1668 – 21 юни 1669)
- Албрехт Ернст II (8 август 1669, Йотинген – 30 март 1731, Шратенхофен), 2. княз на Йотинген-Йотинген, женен на 11 октомври 1688 г. в Дармщат за ландграфиня София Луиза фон Хесен-Дармщат (6 юли 1670 – 2 юни 1758)
- Христина/Кристина Луиза (20 март 1671, Йотинген – 3 септември 1747, Бланкенбург), омъжена в Аурих на 22 април 1690 г. за херцог Лудвиг Рудолф фон Брауншвайг-Бланкенберг (1671 – 1735)
- Хенриета Доротея (14 февруари 1672, Йотинген – 18 май 1728, Висбаден), омъжена в Кирххайм унтер Тек на 22 септември 1688 / Дармщат 26 октомври 1688 г. за княз Георг Август фон Насау-Идщайн (1665 – 1721)
- Еберхард Фридрих (3 март 1673 – 13 февруари 1674), граф
- Емануел (9 април 1674 – 7 декември 1674), принц

Втори брак: на 30 април 1682 г. в Йотинген се жени за сестрата на първата му съпруга херцогиня Еберхардина Катарина фон Вюртемберг-Винентал (* 12 април 1651, Щутгарт; † 19 август 1683, Йотинген), дъщеря на херцог дъщеря на херцог Еберхард III фон Вюртемберг-Щутгарт (1614 – 1674) и първата му съпруга вилд- и рейнграфиня Анна Катарина Доротея фон Залм-Кирбург (1614 – 1655). Те имат син, който умира като бебе:
- Албрехт Ернст (19 август 1683 – 6 септември 1683 или 1684)